# 柳喜烈
柳喜烈（：／ Yu Heui-yeol；1971年4月19日—）是一名韓國男主持人、歌手、作曲家、電台DJ和作家，常見譯名為柳熙烈。1995年起作為一人樂隊Toy的隊長進行活動，現今發展以主持電視節目為主，知名作品有《柳喜烈的寫生簿》、《Two Yoo Project - Sugar Man》等。

## 生平
1971年，柳喜烈在首爾鐘路區出生，曾就讀青雲小學、青雲中學及景福高等學校。畢業於首爾大學的作曲系。在1992年第4屆柳在夏音樂大賽中以《月光之歌》（달빛의 노래）一曲成為大賞得主。1989年在金章勳一輯《陽光照耀的日子》（햇빛 비추는 날）一曲中擔任作曲及作詞。1994年與尹庭午（윤정오，音譯）組成樂隊Toy，在發表正規一輯後，柳喜烈因服兵役而入伍海軍，尹庭午則到海外留學，因此Toy變成只有柳喜烈一人製作的樂隊。柳喜烈退伍後，再以Toy名義發表了正規二輯，該輯由金煙雨參與演唱，並取得成功。從此以後，Toy就作為柳喜烈的一人樂隊，並以不同演唱者作為樂隊主唱的方式開始活動。以Toy的名義活動期間，曾與歌手李承桓組建獨立樂隊《無敵Band》（무적밴드），在隊中擔任鍵盤手。
柳喜烈擅長運用各種音樂體裁，如爵士樂（Jazz）、巴薩諾瓦（Bossa Nova）、古典（Classic）及流行電音（Electropop或Synthpop）等，展現音樂不同的面貌。2002年通過《Walk Around the Corner》，與獨立電子音樂人合作，推動電子沙發音樂（Electronic Lounge Music）的普及。繼五輯以後，相隔6年零6個月，Toy於2007年11月發行六輯《Thank You》，並取得成功。2009年，Toy在《第6屆韓國音樂大獎》中，獲得年度音樂人獎，並憑六輯的主打歌《熱烈的告別》獲得最佳流行歌曲獎。1999年，以《在熟悉的房子前》（익숙한 그 집 앞）為題共同發表了自傳式插畫集和演奏曲。
在作為音樂人活動的同時，柳喜烈也以廣播人的身份活動。他是MBC FM4U《柳喜烈的音樂都市》的DJ，該節目從2002年10月2日至2004年4月25日期間，於午夜12時廣播。他也是KBS Cool FM《Radio天國》的DJ，該節目從2008年4月21日至2011年11月6日期間，於午夜12時廣播。此外，柳喜烈在KBS 2TV於2009年4月24日開始播放的《柳喜烈的寫生簿》中作為主持人的身份開始活動。並在2010年第9屆KBS演藝大賞中獲得最佳廣播DJ獎。2013年與楊賢碩和朴軫永一起擔任《K-pop Star 3》第三季的評審。
柳喜烈作為演唱者參與了李丙雨的，也作為製作人及作曲家參與了金章勳的、朴正炫的、李承桓的、李文世的、的、尹鍾信的、李素殷的、李素羅的《Happy Christmas》、朴慶琳的、Younha的等多位流行音樂人的專輯。
柳喜烈擁有能夠自信地說黃色笑話，也不被大眾所排斥的獨特魅力。表面看起來有很多女粉絲，但實際上他也是能獲得男粉絲的好感的風格。
2005年6月20日與有兩歲以上差異的傳譯員女友結婚，目前育有一女。

## 專輯

### Toy
| 年度 | 名稱             | 備註 |
| ---- | ---------------- | --- |
| 1994 | 在我心中（내 마음 속에）     | - 發佈日期：1994年10月 - 演唱：曹圭贊、張弼順 - 唱片公司：                                                             |
| 1996 | YOUHEEYEOL       | - 發佈日期：1996年2月 - 演唱：金煙雨、曹圭贊 - 唱片公司：                                                              |
| 1997 | Present          | - 發佈日期：1997年10月 - 製作人： - 演唱：曹圭贊、Jinu、申海澈、李承桓、 - 唱片公司：Orange、E&E Media                 |
| 1999 | A Night In Seoul | - 發佈日期：1999年1月 - 演唱：金煙雨、金章勳、尹鍾信、尹尚、曹苑善、변재원、夏林 - 唱片公司：Orange                    |
| 2001 | Fermata          | - 發佈日期：2001年5月10日 - 演唱：김형중、金煙雨、尹尚、Jinu、曹苑善、成始璄、李笛、李承桓 - 唱片公司：Universal Music |
| 2007 | Thank You        | - 發佈日期：2007年11月23日 - 演唱：曹苑善、李智型、Younha、김형중, 成始璄、尹尚、Lucid Fall、金煙雨 - 唱片公司：、     |

| 年度 | 名稱     | 備註                                                                       |
| ---- | -------- | -------------------------------------------------------------------------- |
| 2001 | Toy Live | - 發佈日期：2001年11月21日、2007年11月22日 - 唱片公司：Universal Music、、 |

| 年度 | 名稱        | 備註                                                         |
| ---- | ----------- | ------------------------------------------------------------ |
| 2001 | Toy History | - 發佈日期：2001年3月 - 演唱：、曹圭贊 - 唱片公司：E&E Media |

### 其他
| 年度 | 名稱                                                 | 備註 |
| ---- | ---------------------------------------------------- | --- |
| 1999 | 柳喜烈插畫集－在熟悉的房子前 （유희열 삽화집 - 익숙한 그 집 앞）                    | - 發佈日期：1999年7月 - 唱片公司： |
| 2002 | 柳喜烈招待的新音樂世界 （유희열이 초대하는 새로운 음악세계） A Walk Around The Corner | - 發佈日期：2002年11月1日 - 製作人：柳喜烈 - 演唱：Roller Coaster、East4A、Saintbinary、、W、、酷懶之味、Light Cube、Fractal、、Toy、Lucid Fall - 唱片公司： |
| 2008 | 夏日：小房子（）                                     | - 發佈日期：2008年7月30日 - 製作人：柳喜烈 - 演唱：、（Peppertones） - 唱片公司：、                                                                          |

## 綜藝節目

### 固定主持
- KBS2《柳喜烈的寫生簿》（2009年4月24日－2022年7月22日）
- JTBC《Two Yoo Project - Sugar Man》（2015年8月19日－2020年3月6日）
- JTBC《說話之路》（2016年9月21日－2017年3月8日）
- Disney+《韓星地帶：逃脫任務》（2022年9月8日—2022年10月12日）

### 固定演出
- tvN《SNL Korea》嘉賓 飾 People Update主播（2013年9月7日至－2014年8月30日）
- SBS《星期天真好－K-pop Star 3》評審（2013年11月24日－2014年4月13日）
- tvN《花樣青春－秘魯篇》固定成員（2014年8月1日－2014年9月5日）
- SBS《星期天真好－K-pop Star 4》評審（2014年11月23日－2015年4月19日）
- SBS《星期天真好－K-pop Star 5》評審（2015年11月15日－2016年4月10日）
- tvN《懂也沒用的神秘雜學詞典》（2017年6月2日－2017年7月28日）
- JTBC《Begin Again》擔任鍵盤手（2017年6月25日－2017年9月10日）
- tvN《懂也沒用的神秘雜學詞典2》（2017年10月27日－2017年12月29日）
- tvN《懂也沒用的神秘雜學詞典3》（2018年9月21日－2018年12月14日）
- JTBC 《Sing Again - 無名歌手戰》評審團長（2020年11月16日－2021年）

### 嘉賓
- KBS2《Drama Special－五月柔情》飾電台DJ（友情客串）
- MBC《無限挑戰》介·醜·友慶典（上）（出演）（2012年11月17日）
- KBS《兩天一夜》加沙島島嶼村莊音樂會 E414-416（出演）（2012年12月）
- MBC《無限挑戰》自由路歌謠祭（2013年9月7日，9月28日，10月12日-11月2日）
- MBC《無限挑戰》嶺東高速公路歌謠祭（2015年7月4日、2015年7月25日、2015年8月1日）
- MBC《無限挑戰》介·醜·友慶典2（上）（出演）（2016年2月6日）
- MBC《Weekly Idol》特別嘉賓（2016年12月21日）
- SBS《我家的熊孩子》特別主持（2017年4月30日－2017年5月21日）
- KBS《Happy Together 3》嘉賓（2017年5月4日）
- MBC《玩什麼好呢》【劉Flash】嘉賓（2019年8月17日－2019年10月26日)

## 廣播節目
- MBC FM4U《柳喜烈的音樂都市（유희열의 음악도시）》（1997年10月－2001年4月8日）
- MBC FM4U《柳喜烈的所有Music（유희열의 올댓뮤직）》（2002年10月－2004年4月）
- TU DMB（朝鲜语：TU미디어）《Round Midnight（라운드 미드나이트）》（2005年5月－2006年1月）
- KBS Cool FM《柳喜烈的Radio天國（朝鲜语：라디오 천국）》（2008年4月21日－2011年11月6日）
- MBC Radio（朝鲜语：MBC 라디오）《漫畫列傳－MASCA（만화열전 - 마스카）》解說役

## 參演音樂影片(MV)
| 年份 | 發佈日期 | 歌曲名稱 | 歌手 |
| 2015 | 11月30日 | DADDY    | PSY  |

## 獎項
- 1992年：第4屆柳在夏音樂大賽（朝鲜语：유재하 음악경연대회）－大賞
- 2009年：第6屆韓國音樂大獎－最佳流行歌曲獎（熱烈的告別（朝鲜语：Thank You (토이의 음반)））、年度音樂人
- 2010年：第9屆KBS演藝大賞－電台DJ獎
- 2012年：第11屆KBS演藝大賞－音樂部門最佳藝人
- 2015年：第7屆甜瓜音樂獎－Top10歌手賞

## 備註
1. ↑  https://namu.wiki/w/유희열 （页面存档备份，存于） 漢字正名：柳喜烈
2. ↑  유희열, 아내 이상은씨가 사진작가+스타일리스트 1인2역
3. ↑  오랜 기다림… 쌉싸래한 90년대정서 ‘그대로’

## 外部連結
- 官方网站
- KBS2官方网站
- KBS Cool FM官方网站